# Chariton (Iowa)
Pour les articles homonymes, voir Chariton.
La ville américaine de Chariton est le siège du comté de Lucas, dans l’État de l’Iowa. Elle comptait 4 573 habitants lors du recensement de 2000.

## Source
- (en) Cet article est partiellement ou en totalité issu de l’article de Wikipédia en anglais intitulé « Chariton, Iowa » (voir la liste des auteurs).